# Salustiano Olózaga

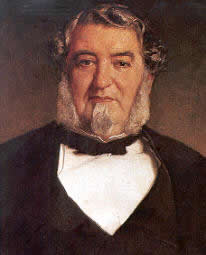
Salustiano Olózaga

Salustiano de Olózaga y Armandoz (* 8. Juni 1805 in Oyón, Álava; † 26. September 1873 in Enghien-les-Bains, Paris) war ein spanischer Schriftsteller, Politiker und Ministerpräsident Spaniens (Presidente del Gobierno).

## Leben

### Studium und Herrschaft von Ferdinand VII.
Nach dem Schulbesuch absolvierte er Studien der Philosophie an der Universität Saragossa und der Universität Complutense Madrid sowie der Rechtswissenschaften an der Universität Madrid. Bereits während der liberalen Periode (Triennio Liberal) nach der Revolution vom Januar 1820 war er Freiwilliger des Nationalen Militärdienste und überzeugter Liberaler.
Nach der repressiven Unterdrückung der Revolte von 1831 durch den absolutistisch regierenden König Ferdinand VII. ging er ins Exil nach Saint-Jean-de-Luz in Frankreich.

### Herrschaft von Isabella II. und Ministerpräsident
Erst nach dem Tode Ferdinands VII. und dem Beginn der Herrschaft von Isabella II. konnte er aus dem Exil nach Spanien zurückkehren und wurde während der Amtszeit von Ministerpräsident Juan Álvarez Mendizábal 1835 Zivilgouverneur von Madrid. Bei den Wahlen vom 26. Februar 1836 wurde er erstmals zum Abgeordneten des Parlaments (Congreso de los Diputados) gewählt, wo er bis zu seinem Tode die Interessen der Wahlkreise Logroño, Madrid, Albacete, Sevilla, Huesca, Almería und Saragossa vertrat.
Nach dem Aufstand von San Ildefonso von 1836 war er als Sekretär der Verfassungskommission aktiv am Zustandekommen der Verfassung von 1837 (Constitución española de 1837) beteiligt, die eine Lösung der aus der Verfassung von Cádiz (Constitución española de 1812) und dem Königlichen Statut (Estatuto Real de 1834) entstandenen Probleme und Konflikte darstellte. Zu dieser Zeit wurde er durch die Regentin Maria Christina von Sizilien zum Erzieher der minderjährigen Königin Isabella II. bestellt. 1840 war er zeitweise auch Bürgermeister (Alcalde) von Madrid.
Aufgrund seiner Kritik an dem von der Regentin geförderten Gesetz über die Stadtregierungen (Ley de Ayuntamientos) und seiner Unterstützung der progressiven Politik von Baldomero Espartero nahm er im Oktober 1840 aktiv an den Rücktrittsforderungen gegenüber der Regentin teil. Nachdem Espartero selbst am 18. Mai 1841 selbst Regent wurde, wurde er zum Botschafter in Paris berufen, um die von der ehemaligen Regentin im Exil in Rom erhobenen Vorwürfe gegen den neuen Regenten zu entkräften. Im November 1842 kehrte er nach Spanien zurück, wo er bis Januar 1843 erneut Parlamentspräsident war.
Nach dem Sturz von General Espartero im Juli 1843 leitete er als Parlamentspräsident am 8. November 1843 die Sitzung der Cortes zur vorzeitigen Erklärung der Volljährigkeit (Declaración de mayoría de edad) der erst dreizehnjährigen Königin Isabella II.
Am 20. November 1843 wurde er von der Königin dann zum Ministerpräsidenten (Presidente del Gobierno) ernannt. Zugleich übernahm er das Amt des Außenministers (Ministro de Estado). Am 29. November 1843 wurde ihm von Luis González Bravo vorgeworfen, die Auflösung der Cortes von der jungen Königin durch Gewaltandrohung und Einschüchterung erreicht zu haben. Aufgrund dieser Vorwürfe musste er schließlich am 5. Dezember 1843 von seinem Amt als Ministerpräsident zugunsten von González Bravo zurücktreten. Im Anschluss daran ging er erneut ins Exil nach Paris und kehrte erst 1847 nach Spanien zurück. Vom Juni bis September 1856 war er wiederum als Botschafter in Paris tätig.

### Revolution von 1868, Herrschaft von König Amadeus und letzte Lebensjahre
Im September und Oktober 1868 gehörte er zum Kreis der Teilnehmer und Unterstützer der von General Juan Prim angeführten erfolgreichen Revolution (La Gloriosa), die zum Ende der Herrschaft von Isabella II. führte. Im Jahr darauf gehörte er zu den maßgeblichen Autoren einer neuen Verfassung (Constitución española de 1869), die die Einrichtung einer konstitutionellen Monarchie mit dem italienischen Prinzen Amadeus als König vorsah.
Während der kurzen Zeit von dessen Regentschaft war er vom 4. April bis zum 2. Oktober 1871 erneut Präsident des Parlaments. Anschließend war er bis zu seinem Tode wiederum Botschafter in Paris.

### Schriftsteller
Darüber hinaus wurde er am 11. April 1851 zum Königlichen Historischen Akademie (Real Academia de la Historia) berufen. 1871 erfolgte schließlich seine Berufung zum Mitglied der Königlichen Spanischen Akademie (Real Academia Española), wo er bis zu seinem Tode zwei Jahre darauf den Sessel N einnahm.
Neben anderen Bücher war er insbesondere Autor von:
- "Causas que produjeron la pérdida de la libertad en el reino de Aragón", 1853 (Gründe für den Verlust der Freiheit im Königreich Aragonien)
- "Sucesos de Antonio Pérez", 1863[5]
- "De la Beneficencia en Inglaterra y en España", 1864 (Über die Wohltätigkeit in England und Spanien)
- "Estudios sobre elocuencia, política, jurisprudencia, historia y moral", Madrid 1864 (Studien über die Sprachfertigkeit, Politik, Rechtswissenschaften, Geschichte und Moral)